# عرفات (نواکشوت)
عرفات (به عربی: عرفات) شهری در موریتانی و مرکز استان نواکشوت جنوبی است. عرفات ۱۰۲٬۱۶۹ نفر جمعیت دارد.